# Hegylakó 2. – A visszatérés
A Hegylakó 2. – A visszatérés (eredeti címén: Highlander II: The Quickening) egy 1991-ben bemutatott amerikai fantasy és akciófilm, amelyet Russell Mulcahy rendezett. A produkció főszerepében Christopher Lambert, Virginia Madsen, Sean Connery és Michael Ironside. 
A film az 1986-ban bemutatott Hegylakó folytatása. A második rész negatív visszhangot váltott ki a kritikusokból és a rajongókból, ezért a Hegylakó filmsorozat a második rész cselekményét figyelmen kívül hagyja, és a harmadik részt tekinti közvetlen folytatásnak. 
A film premierjét Németországban mutatták be 1991. január 31-én. Magyarországon október 11-től vetítették a mozikban. Az amerikai bemutatóra 1991. november 1-jén került sor.

## Cselekmény
1994-ben az ózonréteg megsemmisült, így sokan haltak meg az ultraibolya sugárzás miatt, így Brenda, Connor MacLeod barátnője is. Connor, aki halhatatlan, tudósok segítségével pajzsot épít, amely 1999-től kezdve megvédi az embereket a sugárzástól.
2024-ben az emberek már 25 éve élnek a pajzs alatt, Connor MacLeod pedig már öregemberré vált. Egy színházban Connornak eszébe jut a származása. A nézők megtudják, hogy Connor az első filmtől eltérően a Zeist bolygóról származik. Onnan száműzte őt egykor más idegenekkel együtt a Földre a gonosz Katana tábornok: Az összes halhatatlan, aki egykor a Földet benépesítette, lázadók voltak, akik Ramírez vezetésével Katana ellen harcoltak a Zeist-on. A Földön arra kényszerítették őket, hogy halhatatlanokként harcoljanak egymás ellen, amíg csak egy nem maradt. Ez az egy aztán visszatérhetett a Zeistre, ha úgy akarta. Ez az utolsó túlélő Connor MacLeod.
Most, hogy MacLeod tud a valódi származásáról, Katana fél a visszatérésétől, és a Földre küldi a csatlósait, hogy megöljék. Közben Louise Marcus újságírónő megkeresi őt, és elmondja neki, hogy a pajzsra már nincs szükség, mert az ózonréteg az évek során helyreállt; ezt azonban David Blake, a pajzs üzemeltetője eltitkolja az emberek elől, aki nem akar lemondani a bevételéről. Miután a két csatlós megérkezik a Földre, harc tör ki Connor és köztük. Miután Connornak sikerül megölnie az egyik csatlóst, megfiatalodik és kiiktatja a második csatlóst is.
Katana megérkezik a Földre, és szövetkezik a pajzs üzemeltetőivel. Connor Ramírezzel együtt, aki korábban egy varázslat révén visszatért az életbe, fellép Katana ellen. Ramírez feláldozza az életét, mielőtt Connor megölné Katanát és a pajzs üzemeltetőit, és megsemmisítené a pajzsot. Ezután Connor Louise-zal együtt visszatér a Zeistra.

## Szereplők
| Szerep          | Színész             | Magyar hangja                   | Magyar hangja                    | Magyar hangja                 |
| Szerep          | Színész             | 1. magyar szinkron (Mokép 1991) | 2. magyar szinkron (Flamex 1995) | 3. magyar szinkron (Videovox) |
| --------------- | ------------------- | ------------------------------- | -------------------------------- | ----------------------------- |
| Ramirez         | Sean Connery        | Sinkovits Imre                  | Kristóf Tibor                    | Kristóf Tibor                 |
| Louise Marcus   | Virginia Madsen     | Orosz Helga                     | Spilák Klára                     | Söptei Andrea                 |
| Connor MacLeod  | Christopher Lambert | Vass Gábor                      | Szakácsi Sándor                  | Vass Gábor                    |
| Katana tábornok | Michael Ironside    | Haumann Péter                   | Papp János                       | Szombathy Gyula               |
| Allan Neyman    | Allan Rich          | Szabó Ottó                      | Szabó Ottó                       | Horkai János                  |
| David Blake     | John C. McGinley    | Kárpáti Tibor                   | Mihályi Győző                    | Sinkovits-Vitay András        |
| taxis           | Phil Brock          | Csuja Imre                      | Gáspár András                    | n.a                           |
| részeg nő       | Rusty Schwimmer     | Mányai Zsuzsa                   | Némedi Mari                      | Némedi Mari                   |
| Jimmy           | Ed Trucco           | Rékasi Károly                   | Holl Nándor                      | Takátsy Péter                 |
| Hamlet          | Steven Grives       | n.a                             | Rosta Sándor                     | Oberfrank Pál                 |

## Fogadtatás
A film a kritikusok körében rosszul szerepelt. A Rotten Tomatoeson 0%-os minősítést kapott 25 értékelés alapján, az összesítő szerint: „Elég lett volna az első film”. Matthew Gilbert a Boston Globe-tól azt írta: „A Hegylakó 2. az év legunalmasabb és legpocsékabb akció-kalandfilmje, és csak néhány aranyos Sean Connery-pillanat menti meg a teljes, puszta és teljes mocsokságtól.” Rita Kempley a The Washington Posttól azt írta: „Mulcahy és társai nem azt kérik tőlünk, hogy függesszük fel a hitetlenséget; azt kérik, hogy tegyünk úgy, mintha mindannyiunknak lobotómiája lett volna.” A Variety úgy gondolta „az első filmet nem ismerő közönségnek nehéz lesz követnie a cselekményt [Brian Clemens története alapján], amely összefüggéstelenül ugrál térben és időben.”
A MetaCritic 31 pontot a 100-ból 14 értékelés alapján. John Stanley a San Francisco Chronicle-től azt írta: „Reméljük, hogy Mulcahy egyszer majd elkészíti az akciót és a történetet ötvöző remekművét. Addig is, a Hegylakó 2.-t csak egy ugródeszkának kell tekinteni.” Roger Ebert úgy vélte „a Hegylakó 2. a legviccesebb, legérthetetlenebb film, amit utoljára láttam - a film szinte félelmetes a maga rosszaságában.”
A Box Office Mojo szerint 15 millió dolláros bevételt ért el a film, a költségvetésről nincs információ.